# Staffan Andersson
Staffan Andersson är en svensk musiker från Täby utanför Stockholm. Han är medlem i musikgruppen Hovet och har med dem flera gånger turnerat med Lars Winnerbäck. Hösten 2006 turnerade Andersson med Anna Ternheim och 2010 med Nicolai Dunger och skivan Play som han också producerat.